# Turritopsis nutricula
Turritopsis nutricula este o specie de meduze mici din genul Turritopsis, familia Oceanidae. Câteva specii diferite din genul Turritopsis au fost anterior clasificate ca T. nutricula, inclusiv „meduza nemuritoare” care acum e clasificată ca Turritopsis dohrnii.